# Nyponsoppa
La nyponsoppa (traducibile dallo svedese in zuppa di rosa canina) è una zuppa svedese a base di rosa canina. Questa bevanda, che solitamente funge da dessert, viene consumata insieme a piccoli biscotti alle mandorle (molto simili agli amaretti) e talvolta accompagnata a latte, crema dolce, gelato alla vaniglia o knäckebröd.

## Descrizione e preparazione
La nyponsoppa viene preparata utilizzando i cinorrodi della rosa canina, che costituiscono il frutto della pianta e vengono raccolti dopo la prima brinata autunnale, una volta maturi e rossi. Successivamente vengono fatti essiccare.
Oltre ai cinorrodi, la nyponsoppa contiene acqua, fecola di patate e zucchero. I cinorrodi sono bolliti fino a quando non diventano morbidi e poi mescolati con un mixer. La miscela viene quindi passata attraverso un setaccio e addensata con la fecola.
Quando viene mangiata a colazione, la nyponsoppa presenta una minore quantità di frutta e più acqua.
I cinorrodi sono ricchi di vitamina C.